# Liste der sächsischen Außenminister

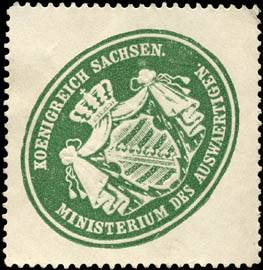
Siegelmarke,
Ministerium des Auswärtigen

Die Liste der sächsischen Außenminister (bis 1831 „Minister des Auswärtigen“) umfasst die Außenminister des Königreichs Sachsen sowie der folgenden Republik Sachsen in der Frühzeit der Weimarer Republik.
Das Außenministerium ging organisatorisch 1919 in der Staatskanzlei auf. Formal bestand das Ministerium weiter und war für den Kontakt mit außersächsischen Regierungen innerhalb des Reiches und für den Reichsrat zuständig.

## Liste
- 1813–1830: Detlev von Einsiedel (auch Regierungschef)
- 1830–1835: Johannes von Minkwitz
- 1835–1848: Heinrich Anton von Zeschau
- 1848–1849: Ludwig von der Pfordten
- 1849–1866: Friedrich Ferdinand von Beust
- 1866–1876: Richard von Friesen
- 1876–1882: Hermann von Nostitz-Wallwitz
- 1882–1891: Alfred von Fabrice (auch Regierungschef)
- 1891–1906: Georg von Metzsch-Reichenbach
- 1906–1909: Wilhelm von Hohenthal
- 1909–1918: Christoph Johann Friedrich Vitzthum von Eckstädt
- 1918–1919: Richard Lipinski (als Volksbeauftragter Leiter des Ministeriums)
- 1919: Georg Gradnauer (als Volksbeauftragter Leiter des Ministeriums)